# Ozalid
Ozalid é uma técnica utilizada para obter provas monocromáticas antes de se proceder ao processo de impressão offset.
Através de um processo químico, com a exposição a luz ultravioleta e a gás amoníaco, este papel permite reproduzir a imagem a preto e branco de um original negativo em fotolito (também chamado "filme"), papel vegetal ou outro tipo de transparência. Este sistema poupava o recurso à complexa impressão offset. Assim, a impressão neste papel passou a ser sinónimo da última prova de um trabalho antes de ser definitivamente impresso, isto é, antes de se fabricar a chapa que dará entrada nas máquinas de offset.
Com a chegada dos softwares gráficos bem como as impressoras lazer e inkjet, as provas em ozalid desapareceram substituídas por impressões digitais.
A palavra "ozalid" é  um anagrama de "diazol", nome da susbstância com que a empresa "Ozalid" fabricou esse papel.